# Công thức 1 năm 2007
Giải đua xe Công thức 1 năm 2007 là giải Công thức 1 vô địch thế giới lần thứ 58. Giải diễn ra từ 18 tháng 3 đến 21 tháng 10 gồm 17 chặng đua với sự tham gia của 11 đội đua.

## Quy định mới
- Tất cả các đội đua chỉ sử dụng lốp của một hãng - Bridgestone.
- Quãng đường chạy thử tối đa của một đội là 30.000 km một năm.
- Thời gian lái tập trước cuộc đua phân hạng là 90 phút (trước là 60 phút).

## Các đội đua và thành viên
| Đội đua                   | Nhà sản xuất | Xe     | Động cơ  | Lốp | Số | Tay đua                              | Tay đua thử                                                                              |
| ------------------------- | ------------ | ------ | -------- | --- | -- | ------------------------------------ | ---------------------------------------------------------------------------------------- |
| Vodafone McLaren Mercedes | McLaren      | MP4-22 | Mercedes | B   | 1  | Fernando Alonso                      | Pedro de la Rosa Gary Paffett                                                            |
| Vodafone McLaren Mercedes | McLaren      | MP4-22 | Mercedes | B   | 2  | Lewis Hamilton                       | Pedro de la Rosa Gary Paffett                                                            |
| ING Group Renault         | Renault      | R27    | Renault  | B   | 3  | Giancarlo Fisichella                 | Ricardo Zonta Nelson Angelo Piquet                                                       |
| ING Group Renault         | Renault      | R27    | Renault  | B   | 4  | Heikki Kovalainen                    | Ricardo Zonta Nelson Angelo Piquet                                                       |
| Ferrari F1-Marlboro       | Ferrari      | F2007  | Ferrari  | B   | 5  | Kimi Raikkonen                       | Luca Badoer Marc Gené                                                                    |
| Ferrari F1-Marlboro       | Ferrari      | F2007  | Ferrari  | B   | 6  | Felipe Massa                         | Luca Badoer Marc Gené                                                                    |
| Honda F1                  | Honda        | RA107  | Honda    | B   | 7  | Jenson Button                        | Christian Klien James Rossiter Mike Conway                                               |
| Honda F1                  | Honda        | RA107  | Honda    | B   | 8  | Rubens Barrichello                   | Christian Klien James Rossiter Mike Conway                                               |
| BMW Sauber F1             | BMW          | F1.07  | BMW      | B   | 9  | Nick Heidfeld                        | Sebastian Vettel Timo Glock                                                              |
| BMW Sauber F1             | BMW          | F1.07  | BMW      | B   | 10 | Robert Kubica Sebastian Vettel 1     | Sebastian Vettel Timo Glock                                                              |
| Panasonic-Toyota F1       | Toyota       | TF107  | Toyota   | B   | 11 | Ralf Schumacher                      | Franck Montagny Kohei Hirate Kamui Kobayashi                                             |
| Panasonic-Toyota F1       | Toyota       | TF107  | Toyota   | B   | 12 | Jarno Trulli                         | Franck Montagny Kohei Hirate Kamui Kobayashi                                             |
| Red Bull F1               | Red Bull F1  | RB3    | Renault  | B   | 14 | David Coulthard                      | Robert Doornbos Michael Ammermüller                                                      |
| Red Bull F1               | Red Bull F1  | RB3    | Renault  | B   | 15 | Mark Webber                          | Robert Doornbos Michael Ammermüller                                                      |
| AT&T-Williams F1          | Williams F1  | FW29   | Toyota   | B   | 16 | Nico Rosberg                         | Narain Karthikeyan Kazuki Nakajima                                                       |
| AT&T-Williams F1          | Williams F1  | FW29   | Toyota   | B   | 17 | Alexander Wurz                       | Narain Karthikeyan Kazuki Nakajima                                                       |
| Scuderia Toro Rosso       | Toro Rosso   | STR02  | Ferrari  | B   | 18 | Vitantonio Liuzzi                    | Không có                                                                                 |
| Scuderia Toro Rosso       | Toro Rosso   | STR02  | Ferrari  | B   | 19 | Scott Speed                          | Không có                                                                                 |
| Etihad Aldar Spyker F12   | Spyker       | F8-VII | Ferrari  | B   | 20 | Adrian Sutil                         | Mohamed Fairuz Fauzy Giedo van der Garde Adrián Vallés Markus Winkelhock Christian Klien |
| Etihad Aldar Spyker F12   | Spyker       | F8-VII | Ferrari  | B   | 21 | Christijan Albers Markus Winkelhock3 | Mohamed Fairuz Fauzy Giedo van der Garde Adrián Vallés Markus Winkelhock Christian Klien |
| Super Aguri F1            | Super Aguri  | SA07   | Honda    | B   | 22 | Takuma Sato                          | Sakon Yamamoto                                                                           |
| Super Aguri F1            | Super Aguri  | SA07   | Honda    | B   | 23 | Anthony Davidson                     | Sakon Yamamoto                                                                           |

1 Tại đường đua Canada, Kubica bị thương và được thay thế bởi Vettel tại đường đua Hoa Kỳ 
2 Vào ngày 15 tháng 3 năm 2007, Skyper đã thông báo nhà tài trợ tên gọi mới cho mùa giải 2007: Công ty hàng không Etihad Airways của hãng hàng không United Arab Emirates.
3 Vào ngày 10 tháng 7 năm 2007, Skyper đã thông báo rằng Christijan Albers không còn lái cho đội nữa. Markus Winkelhock sẽ lái chiếc xe đua thứ hai của Skyper ở vòng Grand Prix châu Âu.

## Kết quả và xếp hạng

### Grands Prix
| Chặng | Thời gian | Giải        | Đường đua          | Xuất phát đầu   | Vòng nhanh nhất | Cá nhân vô địch | Đội đua            |
| ----- | --------- | ----------- | ------------------ | --------------- | --------------- | --------------- | ------------------ |
| 1     | 18/03     | Úc          | Melbourne          | Kimi Räikkönen  | Kimi Räikkönen  | Kimi Räikkönen  | Ferrari            |
| 2     | 08/04     | Malaysia    | Sepang             | Felipe Massa    | Lewis Hamilton  | Fernando Alonso | McLaren-Mercedes   |
| 3     | 15/04     | Bahrain     | Bahrain            | Felipe Massa    | Felipe Massa    | Felipe Massa    | Ferrari            |
| 4     | 13/05     | Tây Ban Nha | Catalunya          | Felipe Massa    | Felipe Massa    | Felipe Massa    | Ferrari            |
| 5     | 27/05     | Monaco      | Monaco             | Fernando Alonso | Fernando Alonso | Fernando Alonso | McLaren-Mercedes   |
| 6     | 10/06     | Canada      | Gilles Villeneuve  | Lewis Hamilton  | Fernando Alonso | Lewis Hamilton  | McLaren-Mercedes   |
| 7     | 17/06     | Hoa Kỳ      | Indianapolis       | Lewis Hamilton  | Kimi Raikkonen  | Lewis Hamilton  | McLaren-Mercedes   |
| 8     | 01/07     | Pháp        | Nevers Magny-Cours | Felipe Massa    | Felipe Massa    | Kimi Raikkonen  | Ferrari            |
| 9     | 08/07     | Anh         | Silverstone        | Lewis Hamilton  | Kimi Räikkönen  | Kimi Räikkönen  | Ferrari            |
| 10    | 22/07     | Châu Âu     | Nürburgring        | Kimi Räikkönen  | Felipe Massa    | Fernando Alonso | McLaren-Mercedes   |
| 11    | 05/08     | Hungary     | Hungaroring        | Lewis Hamilton* | Kimi Räikkönen  | Lewis Hamilton  | McLaren-Mercedes** |
| 12    | 26/08     | Thổ Nhĩ Kỳ  | Istanbul           | Felipe Massa    | Kimi Räikkönen  | Felipe Massa    | Ferrari            |
| 13    | 09/09     | Ý           | Monza              | Fernando Alonso | Fernando Alonso | Fernando Alonso | McLaren-Mercedes   |
| 14    | 16/09     | Bỉ          | Spa-Francorchamps  | Kimi Räikkönen  | Felipe Massa    | Kimi Räikkönen  | Ferrari            |
| 15    | 30/09     | Nhật Bản    | Fuji               | Lewis Hamilton  | Lewis Hamilton  | Lewis Hamilton  | McLaren-Mercedes** |
| 16    | 07/10     | Trung Quốc  | Thượng Hải         | Lewis Hamilton  | Felipe Massa    | Kimi Räikkönen  | Ferrari            |
| 17    | 21/10     | Brasil      | José Carlos Pace   | Felipe Massa    | Kimi Räikkönen  | Kimi Räikkönen  | Ferrari            |

* Fernando Alonso đứng đầu trong vòng phân hạng cho giải Grand Prix Hungary nhưng bị lùi 5 vị trí do cản đường Lewis Hamilton trên đường pit.
** McLaren không được thưởng điểm đội đua hoặc danh hiệu gì trong vòng này.

### Tay đua
| Vị trí | Tay đua              | AUS | MAL | BHR | ESP | MON | CAN | US  | FRA | GBR | EUR | HUN | TUR | ITA | BEL | JPN | CHN | BRA | Điểm |
| ------ | -------------------- | --- | --- | --- | --- | --- | --- | --- | --- | --- | --- | --- | --- | --- | --- | --- | --- | --- | ---- |
| 1      | Kimi Räikkönen       | 1   | 3   | 3   | Ret | 8   | 5   | 4   | 1   | 1   | Ret | 2   | 2   | 3   | 1   | 3   | 1   | 1   | 110  |
| 2      | Lewis Hamilton       | 3   | 2   | 2   | 2   | 2   | 1   | 1   | 3   | 3   | 9   | 1   | 5   | 2   | 4   | 1   | Ret | 7   | 109  |
| 3      | Fernando Alonso      | 2   | 1   | 5   | 3   | 1   | 7   | 2   | 7   | 2   | 1   | 4   | 3   | 1   | 3   | Ret | 2   | 3   | 109  |
| 4      | Felipe Massa         | 6   | 5   | 1   | 1   | 3   | DSQ | 3   | 2   | 5   | 2   | 13  | 1   | Ret | 2   | 6   | 3   | 2   | 94   |
| 5      | Nick Heidfeld        | 4   | 4   | 4   | Ret | 6   | 2   | Ret | 5   | 6   | 6   | 3   | 4   | 4   | 5   | 14† | 7   | 6   | 61   |
| 6      | Robert Kubica        | Ret | 18  | 6   | 4   | 5   | Ret | INJ | 4   | 4   | 7   | 5   | 8   | 5   | 9   | 7   | Ret | 5   | 39   |
| 7      | Heikki Kovalainen    | 10  | 8   | 9   | 7   | 13† | 4   | 5   | 15  | 7   | 8   | 8   | 6   | 7   | 8   | 2   | 9   | Ret | 30   |
| 8      | Giancarlo Fisichella | 5   | 6   | 8   | 9   | 4   | DSQ | 9   | 6   | 8   | 10  | 12  | 9   | 12  | Ret | 5   | 11  | Ret | 21   |
| 9      | Nico Rosberg         | 7   | Ret | 10  | 6   | 12  | 10  | 16† | 9   | 12  | Ret | 7   | 7   | 6   | 6   | Ret | 16  | 4   | 20   |
| 10     | David Coulthard      | Ret | Ret | Ret | 5   | 14  | Ret | Ret | 13  | 11  | 5   | 11  | 10  | Ret | Ret | 4   | 8   | 9   | 14   |
| 11     | Alexander Wurz       | Ret | 9   | 11  | Ret | 7   | 3   | 10  | 14  | 13  | 4   | 14  | 11  | 13  | Ret | Ret | 12  |     | 13   |
| 12     | Mark Webber          | 13  | 10  | Ret | Ret | Ret | 9   | 7   | 12  | Ret | 3   | 9   | Ret | 9   | 7   | Ret | 10  | Ret | 10   |
| 13     | Jarno Trulli         | 9   | 7   | 7   | Ret | 15  | Ret | 6   | Ret | Ret | 13  | 10  | 16  | 11  | 11  | 13  | 13  | 8   | 8    |
| 14     | Sebastian Vettel     |     |     |     |     |     |     | 8   |     |     |     | 16  | 19  | 18  | Ret | Ret | 4   | Ret | 6    |
| 15     | Jenson Button        | 15  | 12  | Ret | 12  | 11  | Ret | 12  | 8   | 10  | Ret | Ret | 13  | 8   | Ret | 11† | 5   | Ret | 6    |
| 16     | Ralf Schumacher      | 8   | 15  | 12  | Ret | 16  | 8   | Ret | 10  | Ret | Ret | 6   | 12  | 15  | 10  | Ret | Ret | 11  | 5    |
| 17     | Takuma Sato          | 12  | 13  | Ret | 8   | 17  | 6   | Ret | 16  | 14  | Ret | 15  | 18  | 16  | 15  | 15† | 14  | 12  | 4    |
| 18     | Vitantonio Liuzzi    | 14  | 17  | Ret | Ret | Ret | Ret | 17† | Ret | 16† | Ret | Ret | 15  | 17  | 12  | 9   | 6   | 13  | 3    |
| 19     | Adrian Sutil         | 17  | Ret | 15  | 13  | Ret | Ret | 14  | 17  | Ret | Ret | 17  | 21† | 19  | 14  | 8   | Ret | Ret | 1    |
| 20     | Rubens Barrichello   | 11  | 11  | 13  | 10  | 10  | 12  | Ret | 11  | 9   | 11  | 18  | 17  | 10  | 13  | 10  | 15  | Ret | 0    |
| 21     | Scott Speed          | Ret | 14  | Ret | Ret | 9   | Ret | 13  | Ret | Ret | Ret |     |     |     |     |     |     |     | 0    |
| 22     | Kazuki Nakajima      |     |     |     |     |     |     |     |     |     |     |     |     |     |     |     |     | 10  | 0    |
| 23     | Anthony Davidson     | 16  | 16  | 16† | 11  | 18  | 11  | 11  | Ret | Ret | 12  | Ret | 14  | 14  | 16  | Ret | Ret | 14  | 0    |
| 24     | Sakon Yamamoto       |     |     |     |     |     |     |     |     |     |     | Ret | 20  | 20  | 17  | 12  | 17  | Ret | 0    |
| 25     | Christijan Albers    | Ret | Ret | 14  | 14  | 19† | Ret | 15  | Ret | 15  |     |     |     |     |     |     |     |     | 0    |
| —      | Markus Winkelhock    |     |     |     |     |     |     |     |     |     | Ret |     |     |     |     |     |     |     | 0    |
| Vị trí | Tay đua              | AUS | MAL | BHR | ESP | MON | CAN | USA | FRA | GBR | EUR | HUN | TUR | ITA | BEL | JPN | CHN | BRA | Điểm |

| Màu        | Kết quả                |
| ---------- | ---------------------- |
| Vàng       | Vô địch                |
| Bạc        | Nhì                    |
| Đồng       | Ba                     |
| Xanh lá    | Về đích, có điểm       |
| Xanh dương | Về đích, không có điểm |
| Tím        | Chưa về đích (Ret)     |
| Đỏ         | Không đua thử (DNQ)    |
| Đen        | Bị loại (DSQ)          |
| Trắng      | Không xuất phát (DNS)  |
| Trống      | Không tham gia         |
| Trống      | Bị thương (INJ)        |
| Trống      | Cấm thi đấu (EX)       |

* Tay đua không về đích nhưng vẫn được xếp hạng, vì đã hoàn thành hơn 90% đường đua.

### Đội đua
| Vị trí | Đội đua            | Số xe | AUS | MAL | BHR | ESP | MON | CAN | USA | FRA | GBR | EUR | HUN | TUR | ITA | BEL | JPN | CHN | BRA | Điểm            |
| ------ | ------------------ | ----- | --- | --- | --- | --- | --- | --- | --- | --- | --- | --- | --- | --- | --- | --- | --- | --- | --- | --------------- |
| 1      | Ferrari            | 5     | 6   | 5   | 1   | 1   | 3   | DSQ | 3   | 2   | 5   | 2   | 13  | 1   | Ret | 2   | 6   | 3   | 2   | 204             |
| 1      | Ferrari            | 6     | 1   | 3   | 3   | Ret | 8   | 5   | 4   | 1   | 1   | Ret | 2   | 2   | 3   | 1   | 3   | 1   | 1   | 204             |
| 2      | BMW Sauber         | 9     | 4   | 4   | 4   | Ret | 6   | 2   | Ret | 5   | 6   | 6   | 3   | 4   | 4   | 5   | 14  | 7   | 6   | 101             |
| 2      | BMW Sauber         | 10    | Ret | 18  | 6   | 4   | 5   | Ret | 8   | 4   | 4   | 7   | 5   | 8   | 5   | 9   | 7   | Ret | 5   | 101             |
| 3      | Renault            | 3     | 5   | 6   | 8   | 9   | 4   | DSQ | 9   | 6   | 8   | 10  | 12  | 9   | 12  | Ret | 5   | 11  | Ret | 51              |
| 3      | Renault            | 4     | 10  | 8   | 9   | 7   | 13  | 4   | 5   | 15  | 7   | 8   | 8   | 6   | 7   | 8   | 2   | 9   | Ret | 51              |
| 4      | Williams-Toyota    | 16    | 7   | Ret | 10  | 6   | 12  | 10  | Ret | 9   | 12  | Ret | 7   | 7   | 6   | 6   | Ret | 16  | 4   | 33              |
| 4      | Williams-Toyota    | 17    | Ret | 9   | 11  | Ret | 7   | 3   | 10  | 14  | 13  | 4   | 14  | 11  | 13  | Ret | Ret | 12  | 10  | 33              |
| 5      | Red Bull-Renault   | 14    | Ret | Ret | Ret | 5   | 14  | Ret | Ret | 13  | 11  | 5   | 11  | 10  | Ret | Ret | 4   | 8   | 9   | 24              |
| 5      | Red Bull-Renault   | 15    | 13  | 10  | Ret | Ret | Ret | 9   | 7   | 12  | Ret | 3   | 9   | Ret | 9   | 7   | Ret | 10  | Ret | 24              |
| 6      | Toyota             | 11    | 8   | 15  | 12  | Ret | 16  | 8   | Ret | 10  | Ret | Ret | 6   | 12  | 15  | 10  | Ret | Ret | 11  | 13              |
| 6      | Toyota             | 12    | 9   | 7   | 7   | Ret | 15  | Ret | 6   | Ret | Ret | 13  | 10  | 16  | 11  | 11  | 13  | 13  | 8   | 13              |
| 7      | Toro Rosso-Ferrari | 18    | 14  | 17  | Ret | Ret | Ret | Ret | 17  | Ret | 16  | Ret | Ret | 15  | 17  | 12  | 9   | 6   | 13  | 8               |
| 7      | Toro Rosso-Ferrari | 19    | Ret | 14  | Ret | Ret | 9   | Ret | 13  | Ret | Ret | Ret | 16  | 19  | 18  | Ret | Ret | 4   | Ret | 8               |
| 8      | Honda              | 7     | 15  | 12  | Ret | 12  | 11  | Ret | 12  | 8   | 10  | Ret | Ret | 13  | 8   | Ret | 11  | 5   | Ret | 6               |
| 8      | Honda              | 8     | 11  | 11  | 13  | 10  | 10  | 12  | Ret | 11  | 9   | 11  | 18  | 17  | 10  | 13  | 10  | 15  | Ret | 6               |
| 9      | Super Aguri-Honda  | 22    | 12  | 13  | Ret | 8   | 17  | 6   | Ret | 16  | 14  | Ret | 15  | 18  | 16  | 15  | 15  | 14  | 12  | 4               |
| 9      | Super Aguri-Honda  | 23    | 16  | 16  | 16  | 11  | 18  | 11  | 11  | Ret | Ret | 12  | Ret | 14  | 14  | 16  | Ret | Ret | 14  | 4               |
| 10     | Spyker-Ferrari     | 20    | 17  | Ret | 15  | 13  | Ret | Ret | 15  | 17  | Ret | Ret | 17  | 21  | 19  | 14  | 8   | Ret | Ret | 1               |
| 10     | Spyker-Ferrari     | 21    | Ret | Ret | 14  | 14  | 19  | Ret | 14  | Ret | 15  | Ret | Ret | 20  | 20  | 17  | 12  | 17  | Ret | 1               |
| EX     | McLaren-Mercedes   | 1     | 2‡  | 1‡  | 5‡  | 3‡  | 1‡  | 7‡  | 2‡  | 7‡  | 2‡  | 1‡  | 4†  | 3‡  | 1‡  | 3‡  | Ret | 2‡  | 3‡  | 0‡ (203†) (218) |
| EX     | McLaren-Mercedes   | 2     | 3‡  | 2‡  | 2‡  | 2‡  | 2‡  | 1‡  | 1‡  | 3‡  | 3‡  | 9   | 1†  | 5‡  | 2‡  | 4‡  | 1‡  | Ret | 7‡  | 0‡ (203†) (218) |
| Vị trí | Đội đua            | Số xe | AUS | MAL | BHR | ESP | MON | CAN | USA | FRA | GBR | EUR | HUN | TUR | ITA | BEL | JPN | CHN | BRA | Điểm            |

| Màu        | Kết quả                |
| ---------- | ---------------------- |
| Vàng       | Vô địch                |
| Bạc        | Nhì                    |
| Đồng       | Ba                     |
| Xanh lá    | Về đích, có điểm       |
| Xanh dương | Về đích, không có điểm |
| Tím        | Chưa về đích (Ret)     |
| Đỏ         | Không đua thử (DNQ)    |
| Đen        | Bị loại (DSQ)          |
| Trắng      | Không xuất phát (DNS)  |
| Trống      | Không tham gia         |
| Trống      | Bị thương (INJ)        |
| Trống      | Cấm thi đấu (EX)       |

† Sau sự kiện tại cuối vòng đua thử thứ 3, và trước cuộc thi tại Hungary, FIA đã quyết định rằng, do vi phạm đồng đội trong cuộc đua thử, McLaren không được có điểm. Tuy nhiên, tay đua vẫn có điểm. (Alonso bị lùi năm vị trí xuất phát). 
Trong sự kiện này, đội bị trừ 15 điểm và nếu không bị loại ra khỏi tất cả các sự kiện khác, đội vẫn sẽ nằm sau Ferrari. Hình phạt này có thể bị chống án, nhưng đội không đã không bị phạt nặng hơn sau này.
‡ McLaren bị trừ toàn bộ số điểm trong cuộc đua đến ngôi Vô địch đội đua theo phán quyết của Hội đồng Mô tô Thể thao Quốc tế đối với vụ tranh cãi về gián điệp thông tin.

### Thống kê đội đua
| Vị trí | Đội đua     | Số khung | Động cơ  | Lốp | Xuất phát | Thắng | Ba hạng đầu | Poles | Nhanh nhất/vòng | Điểm            |
| ------ | ----------- | -------- | -------- | --- | --------- | ----- | ----------- | ----- | --------------- | --------------- |
| 1      | Ferrari     | F2007    | Ferrari  | B   | 17        | 9     | 22          | 9     | 12              | 204             |
| 2      | BMW Sauber  | F1.07    | BMW      | B   | 17        | 0     | 2           | 0     | 0               | 101             |
| 3      | Renault     | R27      | Renault  | B   | 17        | 0     | 1           | 0     | 0               | 51              |
| 4      | Williams    | FW29     | Toyota   | B   | 17        | 0     | 1           | 0     | 0               | 33              |
| 5      | Red Bull    | RB3      | Renault  | B   | 17        | 0     | 1           | 0     | 0               | 24              |
| 6      | Toyota      | TF107    | Toyota   | B   | 17        | 0     | 0           | 0     | 0               | 13              |
| 7      | Toro Rosso  | STR2     | Ferrari  | B   | 17        | 0     | 0           | 0     | 0               | 8               |
| 8      | Honda       | RA107    | Honda    | B   | 17        | 0     | 0           | 0     | 0               | 6               |
| 9      | Super Aguri | SA07     | Honda    | B   | 17        | 0     | 0           | 0     | 0               | 4               |
| 10     | Spyker      | F8-VII   | Ferrari  | B   | 17        | 0     | 0           | 0     | 0               | 1               |
| EX     | McLaren     | MP4-22   | Mercedes | B   | 17        | 8     | 24          | 8     | 5               | 0‡ (203† / 218) |

† Sau sự kiện tại cuối vòng đua thử thứ 3, và trước cuộc thi tại Hungary, FIA đã quyết định rằng, do vi phạm đồng đội trong cuộc đua thử, McLaren không được có điểm. Tuy nhiên, tay đua vẫn có điểm. (Alonso bị lùi năm vị trí xuất phát). 
Trong sự kiện này, đội bị trừ 15 điểm và nếu không bị loại ra khỏi tất cả các sự kiện khác, đội vẫn sẽ nằm sau Ferrari. Hình phạt này có thể bị chống án, nhưng đội không đã không bị phạt nặng hơn sau này.
‡ McLaren bị trừ toàn bộ số điểm trong cuộc đua đến ngôi Vô địch đội đua theo phán quyết của Hội đồng Mô tô Thể thao Quốc tế đối với vụ tranh cãi về gián điệp thông tin.